# Ильянкова, Анастасия Андреевна
Анастаси́я Андре́евна Ильянко́ва (род. 26 мая 2001, Ленинск-Кузнецкий, Кемеровская область) — российская гимнастка, серебряный призёр Олимпийских игр на разновысоких брусьях и чемпионка Европы на брусьях. На 31 января 2017 года является членом основного состава сборной команды Российской Федерации по спортивной гимнастике. Заслуженный мастер спорта России (2021).

## Биография

### 2016
В 2016 году на юниорском первенстве России была 5-й в командном многоборье. Также (по программе мастеров спорта) завоевала золотые медали в личном многоборье, на брусьях и в вольных упражнениях, бронзу в опорном прыжке, была 7-й на бревне.
На Чемпионате Европы среди юниоров 2016 года завоевала три золотые медали: в командном многоборье, на брусьях и на бревне, в личном многоборье была 10-й.

### 2017
В 2017 году по результатам Чемпионата России стала 4-й на разновысоких брусьях.
На Кубке России Ильянкова заняла 1-е место на брусьях и 4-е на бревне.
На Чемпионате Мира в Монреале квалифицировалась только на разновысоких брусьях. По итогам квалификации стала 2-й, уступив 0,034 россиянке Елене Ерёмине. В финале стала 4-й на разновысоких брусьях, уступив бельгийке Нине Дервал, россиянке Елене Ерёминой и китаянке Фань Илинь.

### 2018
В 2018 году на Чемпионате России Анастасия стала 7-й на бревне и разновысоких брусьях и 6-й в личном и командном многоборье. Из-за травмы спины Ильянкова не попадает в состав сборной России на Чемпионат Европы в Глазго (Великобритания) и Чемпионат Мира в Дохе (Катар).

### 2019
В 2019 Ильянкова восстановилась после травмы и участвовала в Чемпионате России, где заняла 1-е место на разновысоких брусьях.
На этапе Кубка Мира в Баку (Азербайджан) завоевала серебро, в Дохе (Катар) взяла бронзу, уступив китаянке Фань Илинь и бельгийке Нине Дервал.
На чемпионате Европы 2019 опередила Ангелину Мельникову в финале на разновысоких брусьях и стала чемпионкой Европы на этом снаряде.

### 2021
В 2021 году вошла состав сборной. Не выступала в команде, но завоевала серебряную медаль в отдельных видах на брусьях, уступив только бельгийке Нине Дервал.

## Награды
- Медаль ордена «За заслуги перед Отечеством» I степени (11 августа 2021 года) — за большой вклад в развитие отечественного спорта, высокие спортивные достижения, волю к победе, стойкость и целеустремленность, проявленные на Играх XXXII Олимпиады 2020 года в городе Токио (Япония)[10].